# Moringa ovalifolia
Moringa ovalifolia es una especie de árbol de la familia Moringaceae. Es originario de las tierras más secas de Namibia y de Angola.
Es una planta suculenta que mide de 2 a 6 m de alto y su tronco, que es muy grueso y blando con un diámetro de 1 metro, almacena agua.
Su corteza es lisa y de color gris pálido. Cada hoja está doblemente pinada. Su inflorescencia es una gran panícula de 40 a 50 cm de largo. Sus flores miden  sólo 2 mm. Su fruto mide 1 cm posee forma de cápsula.

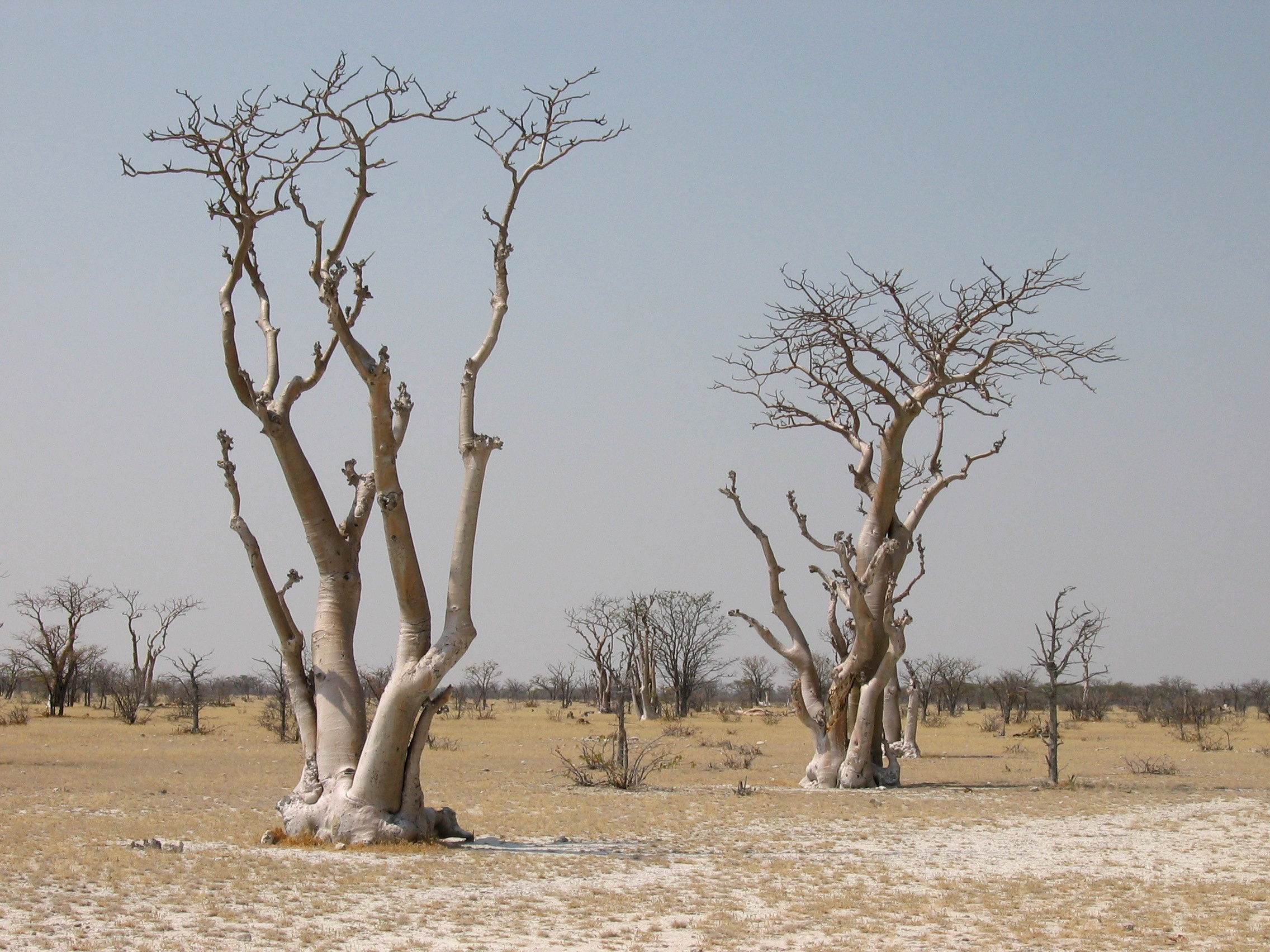
Grupo de Moringa ovalifolia